# Bournainville-Faverolles
Bournainville-Faverolles – miejscowość i gmina we Francji, w regionie Normandia, w departamencie Eure.
Według danych na rok 1990 gminę zamieszkiwało 441 osób, a gęstość zaludnienia wynosiła 63 osoby/km² (wśród 1421 gmin Górnej Normandii Bournainville-Faverolles plasuje się na 499. miejscu pod względem liczby ludności, natomiast pod względem powierzchni na miejscu 535.).